# Elizabeth Craven

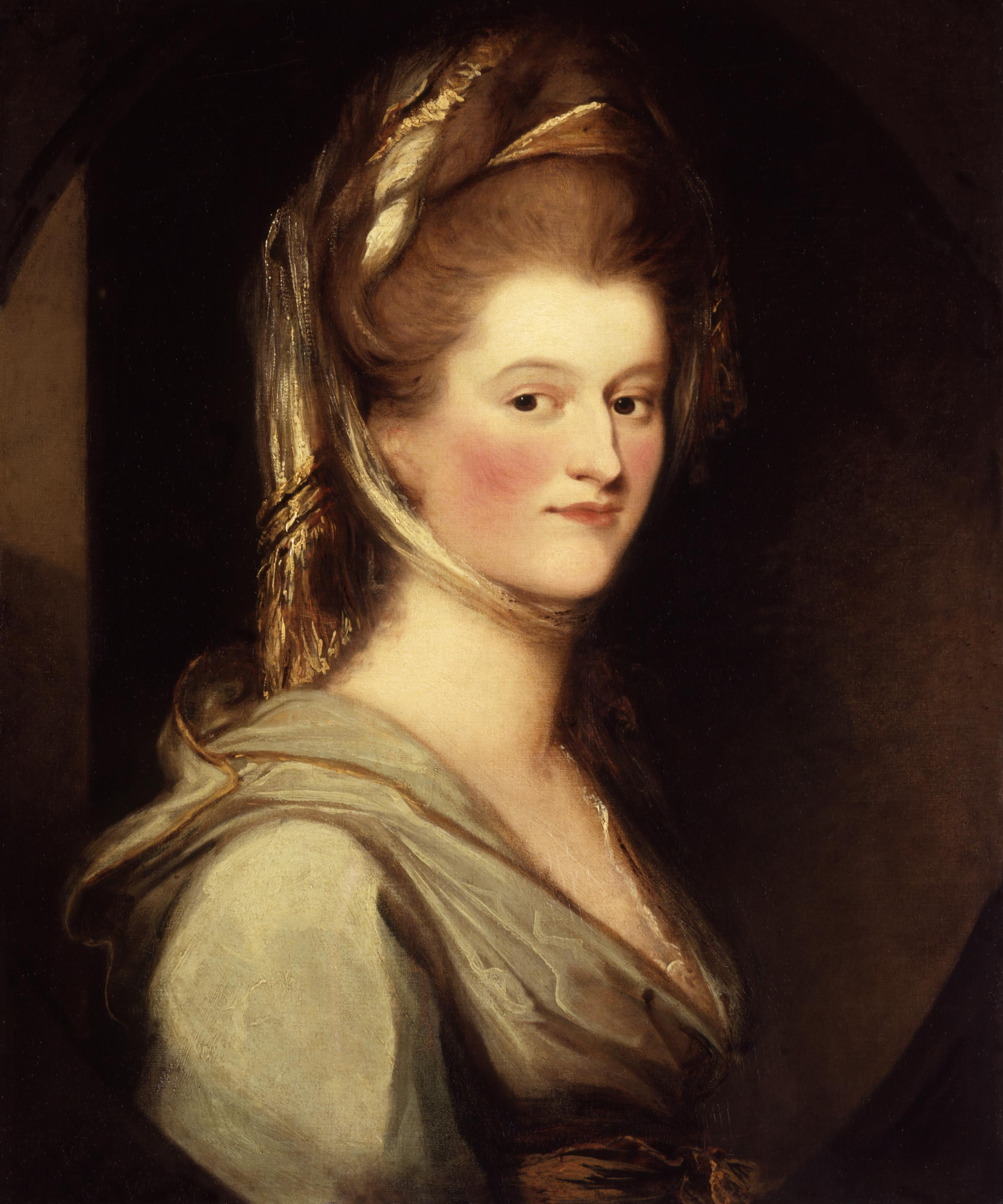
Lady Craven, Porträt von Ozias Humphry (circa 1780–1783)

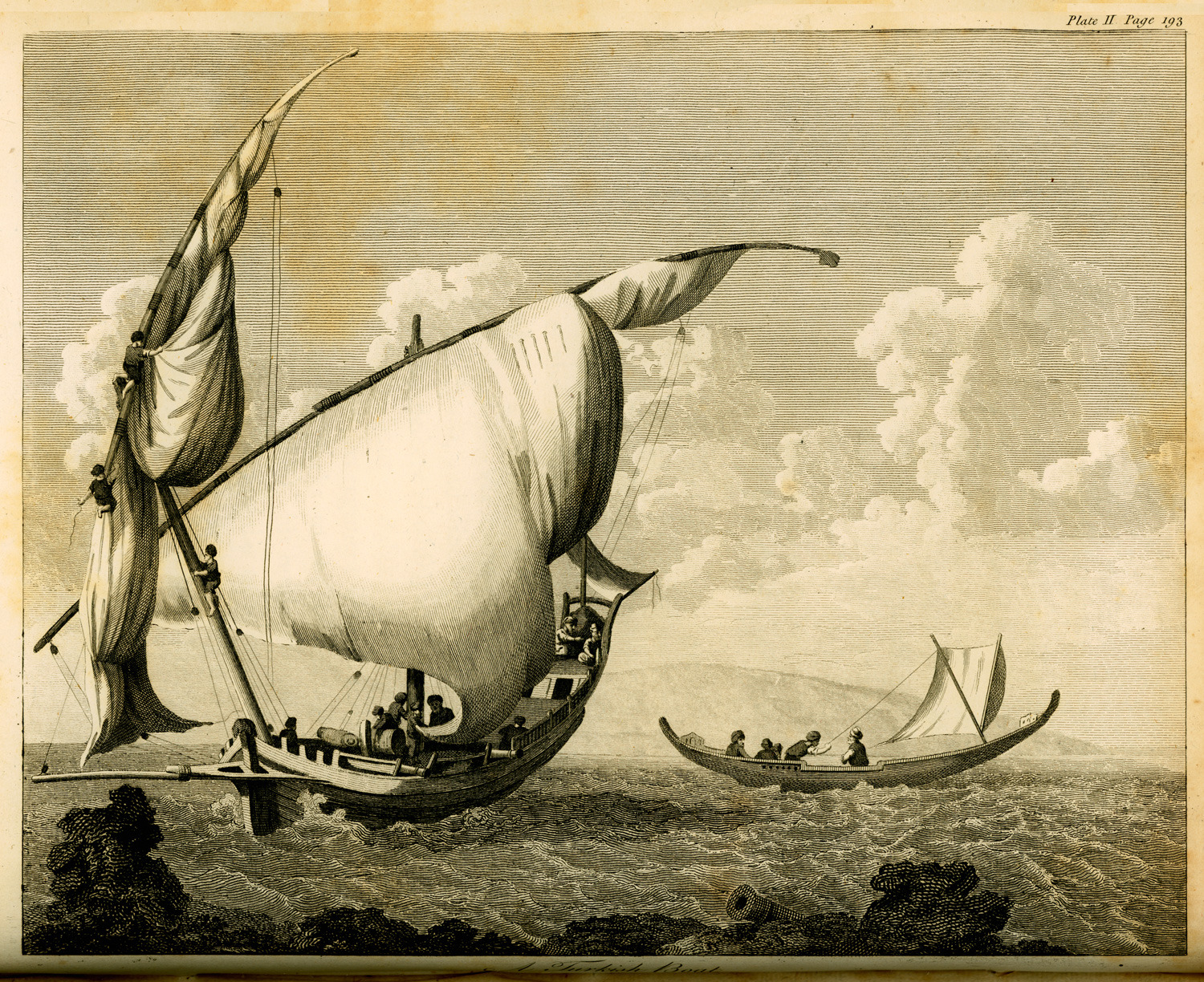
Eigenhändiges Bild der Elizabeth Craven von der Reise nach Konstantinopel 1789

Elizabeth Craven, Baroness Craven (geborene Lady Elizabeth Berkeley, * 17. Dezember 1750 in Westminster; † 13. Januar 1828 in Neapel) war eine britische Schriftstellerin. Sie war besonders bekannt für ihre Reiseberichte.

## Biografie
Sie war die Tochter von Augustus Berkeley, 4. Earl of Berkeley, aus dessen Ehe mit Elizabeth Drax. Der Vater starb, als die Tochter fünf Jahre alt war. Ihre Mutter heiratete 1757 in zweiter Ehe Robert Nugent, 1. Earl Nugent.
Im Alter von 16 Jahren wurde Elizabeth im Mai 1767 in London mit William Craven, 6. Baron Craven, verheiratet. Das Paar hatte sieben gemeinsame Kinder:
- Hon. Elizabeth Craven († 1799), ⚭ 1792 John Edward Madocks;
- Hon. Maria Margaret Craven (1769–1851), ⚭ 1792 William Molyneux, 2. Earl of Sefton;
- William Craven, 1. Earl of Craven, 7. Baron Craven (1770–1825), General der British Army, ⚭ 1807 Louisa Brunton (1785–1860), Schauspielerin;
- Hon. Georgiana Craven († 1839);
- Hon. Arabella Craven († 1819), ⚭ 1793 Hon. Frederick St John (1765–1844), General der British Army, Sohn des 2. Viscount Bolingbroke;
- Hon. Henry Augustus Berkeley Craven (1776–1836), Major-General der British Army, ⚭ 1829 Marie Clarisse Trebhault († 1865);
- Hon. Keppel Richard Craven (1779–1851).

Das Paar lebte ab 1780 getrennt, zur Scheidung kam es jedoch nie.
Bereits drei Jahre vor der arrangierten Hochzeit mit Baron Craven hatte Elizabeth 1764 den Markgrafen Karl Alexander von Ansbach und Bayreuth, Prinz zu Sayn, auf einer Reise, anlässlich der Hochzeit ihrer Schwester Georgina, nach Paris, kennengelernt.
1782 hielt sich Elizabeth Craven wieder in Paris auf, wo es zur Annäherung an den ebenfalls zwangsweise verheirateten deutschen Markgrafen Karl Alexander kam. Sie erhielt eine erste Einladung nach Ansbach. Von 1787 bis 1791 lebte sie am Hof des Markgrafen in Ansbach.
Nachdem die Ehefrau des Markgrafen Karl Alexander im Februar 1791 sowie Elizabeths Gatte im September 1791 verstorben war, heirateten der Markgraf und Elizabeth Craven im Oktober 1791 in Lissabon und gingen gemeinsam nach England. Dort verstarb der Markgraf 1806. Craven zog daraufhin mit ihrem jüngsten Sohn Keppel nach Neapel, wo sie ihre Memoiren schrieb. Sie starb 1828 und wurde auf dem Cimitero degli Inglesi beigesetzt.

## Literarisches Werk
Elizabeth Craven schrieb seit ihrem 26. Lebensjahr Theaterstücke, die sie meist von klassischen Mustern aus Frankreich oder Deutschland übernahm und nachbearbeitete. Durch eine Freundschaft mit Horace Walpole, der sie förderte, wurden diese Stücke in der englischen Gesellschaft bekannt und teilweise sogar im Theatre Royal Haymarket von Samuel Foot als sogenannte „Afterpieces“ vorgeführt.
Nach der Trennung von Baron Craven, im Alter von 30 Jahren, engagierte sie sich zwei weitere Jahre in der englischen Theaterszene, ging dann allerdings 1782 nach Paris.
Drei Jahre später unternahm sie eine Reise nach Italien, Österreich, Russland und Konstantinopel. 1786 veröffentlichte sie einen Reisebericht zu ihrer Reise in Briefen, der sich teilweise an das Vorbild der Reisebriefe der Lady Montagu aus dem Jahre 1716 anschließt, teilweise deren Idealisierung kritisch hinterfragt.
Zwischen 1787 und 1791 organisierte sie am Hof Karl Alexanders in Ansbach „Nouveau Théathre de Societée d’Anspac et de Triesdorf“, in dem auch ihre Stücke gegeben wurden. In dem nahe Ansbach gelegenen Triesdorf versuchte sie außerdem, eine Sommerresidenz im englischen Gartenstil einzurichten, wurde durch ihre Extravaganz jedoch von einem Teil des Markgräflichen Hofes abgelehnt und schließlich auch boykottiert.
Nach dem Umzug versuchte Craven in England an ihre ersten Erfolge anzuknüpfen und schrieb eine Reihe von der Kritik gut aufgenommener Stücke (Etwa: Die Prinzessin von Georgien).
Craven schrieb oder adaptierte über 20 Dramen, meist nach klassischen Vorbildern, von denen etwa die Hälfte veröffentlicht wurde. Die nicht veröffentlichten befinden sich in ihrem Nachlass, der im Britischen Museum aufbewahrt wird. Ihr Erfolg war wechselhaft, ihre Stücke wurden allerdings an prominenten Orten aufgeführt.
Horace Walpole förderte und kritisierte sie zugleich, da er eine Dramen schreibende Frau faszinierend fand. Die Stücke erschienen teilweise in deutscher Übersetzung in Leipzig und Frankfurt und wurden eifrig subskribiert, d. h. nicht selbst finanziert.
Neben ihrer Reisebeschreibung in Briefen verfasste sie eine umfangreiche Autobiographie, die 1828 erschien. Auch diese ist ins Deutsche übersetzt und erscheint unter dem Titel Denkwürdigkeiten. „Diese deutsche Ausgabe ist wichtig, da sie vielfache Abweichungen von der englischen enthält. Man vergleiche darüber das Vorwort des Übersetzers: 'Vor Bekanntmachung der englischen Ausgabe nachfolgender Denkwürdigkeiten erhielt der Übersetzer dieselben aus London in einer Handschrift, nach welcher die deutsche Übertragung gefertigt wurde. Als ihm die gedruckte englische Ausgabe nachher zu Gesicht kam, bemerkte er, daß dieselbe von dem ihm eingesendeten Manuskript mannigfaltig abwich, jedoch durchaus zum Vorteil des letzteren, das sorgsamer gearbeitet war, auch einige interessante Zusätze enthielt, während die bei Henry Colburn, New Burlington Street, erschienene Ausgabe nach dem ersten flüchtigen Entwurf abgedruckt zu sein schien.'“

## Werke
- The Sleep-Walker – Im Wesentlichen eine Übersetzung des französischen Dramas von Pont de Ville (1778), das sie in Strawberry Hill, der Bühne Walpoles aufführt.
- Modern Anecdote of the Ancient Family of the Kink-vervankotsdarsprakengotchderns. (Eine deutsche Adaption mit skurrilen Anreicherungen die die Absurditäten des dt. Adelslebens aufs Korn nimmt)1779.
- The Miniature Picture (1780).
- The Silver Tankard. (1781) der im Royal Haymarked Theatre gespielt wird.
- The Arcadian Pastoral. Aufgeführt 1782. 6. Und noch im selben Jahr:
- The Statue Feast (eine Voltaire-Adaption des steinernen Gastes, wie wir sie auch von Mozarts Don Giovanni kennen).
- Anekdote aus einer alten Familie. Ein Weihnachtsmärchen. Schwickert, Leipzig 1781, Nachdruck Eulenspiegel-Verlag, Berlin 1982 (Originalausgabe: Modern Anecdote of the Ancient Family of the Kinkvervankotsdarsprakengotchderm, anonym 1779).
- Nourjad (franz.), der bereits 1787 aufgeführt wurde.
- Nurjad e Fatme. (Adaption)
- Repentir des Voeux.
- Le Disguisement.
- Abdoul.
- Le Prince Lutin
- La Folie du Jour.
- Le Philosophe Moderne (Adaption) 1790.

Während der zweiten Englischen Periode:
- Die Prinzessin von Georgien.
- The Soldier of Dierenstein. Or, Love and Mercy. An Austrian Story.

London, White. 1802. Microfiche-Ausgabe Belser Wissenschaftlicher Dienst, Wildberg 1989/90. ISBN 978-3-628-51134-9.
Teilw. unveröffentlicht. Einsehbar: Nachlass der Lady Craven (einschließlich Kompositionen) im Britischen Museum.
- Briefe der Lady Elisabeth Craven über eine Reise durch die Krim nach Konstantinopel. Kummer, Leipzig 1789 (Originalausgabe: A Journey through the Crimea to Constantinople. In a Series of Letters. Chamberlain, Dublin 1789 im Internet Archive).
- Denkwürdigkeiten der Markgräfin von Anspach, in zwei Bänden. Cotta, Stuttgart 1826 (Originalausgabe: Memoirs of the Margravine of Anspach, Written by Herself. London 1826)
  - Band 1 (deutsche Übersetzung): Digitalisat; unvollständiges Digitalisat
  - Band 2 (deutsche Übersetzung): Digitalisat
  - Band 1 (englisches Original): im Internet Archive
  - Band 2 (englisches Original): im Internet Archive